# النقطة (تبن)

تعديل مصدري - تعديل

النقطة هي إحدى قرى عزلة الحوطة بمديرية تبن التابعة لمحافظة لحج، بلغ تعداد سكانها 206 نسمة حسب تعداد اليمن لعام 2004.